# Karl Gutkas
Karl Gutkas (* 16. Dezember 1926 in Sauggern; † 31. Juli 1997 in Lutzmannsburg) war ein österreichischer Historiker.

## Leben
Gutkas studierte Geschichte und Germanistik an der Universität Wien, wo er sich 1965 in österreichischer Geschichte habilitierte. Er war Mitglied des Instituts für Österreichische Geschichtsforschung und von 1950 bis 1991 Kulturamtsdirektor von St. Pölten. Weiters war er wissenschaftlicher Leiter der populären Niederösterreichischen Landesausstellungen. Schwerpunkt seiner Forschungen und zahlreichen Veröffentlichungen war die Geschichte Niederösterreichs, vor allem die erste Gesamtdarstellung, die als Geschichte des Landes Niederösterreich zahlreiche Auflagen erlebte.

## Auszeichnungen
- 1991 Wissenschaftspreis des Landes Niederösterreich
- 1992 Großes Goldenes Ehrenzeichen für Verdienste um das Bundesland Niederösterreich[1]
- 1994 Jakob-Prandtauer-Preis für Wissenschaft und Kunst der Stadt St. Pölten
- Dr. Karl Gutkas-Straße ⊙ in St. Pölten

## Schriften
- Geschichte des Landes Niederösterreich. Verlag Niederösterreichisches Pressehaus, St. Pölten 1973, ISBN 3-85326-406-9.
- Prinz Eugen und das barocke Österreich. Residenz Verlag, Salzburg/Wien 1985, ISBN 3-7017-0428-7.
- Kaiser Joseph II. Eine Biographie. Paul Zsolnay Verlag, Wien 1989, ISBN 3-552-04128-1.
- Landeschronik Niederösterreich. 3000 Jahre in Daten, Dokumenten und Bildern. Verlag Brandstätter, Wien 1990, ISBN 3-85447-254-4.